# Eerste divisie (mannenhandbal) 2011/12
De eerste divisie is de op een na hoogste afdeling van het Nederlandse handbal bij de heren op landelijk niveau. In het seizoen 2011/2012 werd OCI/LIONS 2 kampioen, maar omdat OCI/LIONS 1 al in de eredivisie speelt, promoveerde Herculus. Wagon Care/Ventura en PSV degradeerden naar de hoofdklasse.

## Opzet
- De kampioen promoveert rechtstreeks naar de eredivisie (mits er niet al een hogere ploeg van dezelfde vereniging in de reguliere eredivisie speelt).
- De ploegen die als een-na-laatste (dertiende) en laatste (veertiende) eindigen degraderen rechtstreeks naar de hoofdklasse.
- Het seizoen wordt onderverdeeld in vier perioden van respectievelijk 6, 7, 7 en 6 wedstrijden. De ploeg die in een periode de meeste punten behaalt, is periodewinnaar en verkrijgt het recht om deel te nemen aan de zogenaamde nacompetitie. Indien de uiteindelijke kampioen, een ploeg die niet mag promoveren, of een degradant een periode wint, wordt het recht tot deelname aan de nacompetitie overgedragen aan het hoogst geklasseerde team in de eindrangschikking dat nog niet aan de nacompetitie deelneemt. In de nacompetitie spelen deze vier ploegen uit de eerste divisie tegen elkaar, de winnaar uit deze nacompetitie speelt een tweetal wedstrijden tegen de nummer 11 van de eredivisie om één plaats in de eredivisie.

Er promoveert dus zeker één ploeg, en mogelijk een tweede ploeg via de nacompetitie. Verder degraderen er twee ploegen.

## Teams
| Ploeg              | Plaats         | Provincie     | Trainer(s)                    |
| ------------------ | -------------- | ------------- | ----------------------------- |
| FIQAS/Aalsmeer 2   | Aalsmeer       | Noord-Holland | Kees Jan Jongkind             |
| Eurotech/Bevo HC 2 | Panningen      | Limburg       | Eric Eussen                   |
| DIOS               | Den Hoorn      | Zuid-Holland  | Joris Witjens Richard Rijkens |
| DVC                | Eindhoven      | Noord-Brabant | Rolf Schulte                  |
| Hercules           | Den Haag       | Zuid-Holland  | Menno de Klerk                |
| OCI/LIONS 2        | Sittard-Geleen | Limburg       | Guido Janssen                 |
| Loreal             | Venlo          | Limburg       | Rob Bokhoven                  |
| PSV                | Eindhoven      | Noord-Brabant | Bas Keijers                   |
| Venus/Nieuwegein   | Nieuwegein     | Utrecht       | Patrick Kersten               |
| TTL/Tachos         | Waalwijk       | Noord-Brabant | Frank van Ommen               |
| Quintus 2          | Kwintsheul     | Zuid-Holland  | Henri Reijgersberg            |
| Wagon Care/Ventura | Schiedam       | Zuid-Holland  | Dennis Teeuw                  |
| KRAS/Volendam 2    | Volendam       | Noord-Holland | Ronald van de Kamp            |
| White Demons       | Berkel-Enschot | Noord-Brabant | Vladen Mijalkovic             |

## Reguliere competitie
| Pos | Club               | Wed | Ptn | Opmerking                                                       |
| --- | ------------------ | --- | --- | --------------------------------------------------------------- |
| 1   | OCI/LIONS 2        | 26  | 45  |                                                                 |
| 2   | Hercules           | 26  | 39  | Rechtstreekse promotie naar eredivisie                          |
| 3   | FIQAS/Aalsmeer 2   | 26  | 37  |                                                                 |
| 4   | TTL/Tachos         | 26  | 33  | (Vervangende) periodekampioen; gekwalificeerd voor nacompetitie |
| 5   | KRAS/Volendam 2    | 26  | 32  |                                                                 |
| 6   | Loreal             | 26  | 30  | (Vervangende) periodekampioen; gekwalificeerd voor nacompetitie |
| 7   | DIOS               | 26  | 29  | (Vervangende) periodekampioen; gekwalificeerd voor nacompetitie |
| 8   | DVC                | 26  | 26  | (Vervangende) periodekampioen; gekwalificeerd voor nacompetitie |
| 9   | Quintus 2          | 26  | 21  |                                                                 |
| 10  | Eurotech/Bevo HC 2 | 26  | 20  |                                                                 |
| 11  | Venus/Nieuwegein   | 26  | 19  |                                                                 |
| 12  | White Demons       | 26  | 13  |                                                                 |
| 13  | Wagon Care/Ventura | 26  | 11  | Degradatie naar hoofdklasse                                     |
| 14  | PSV                | 26  | 9   | Degradatie naar hoofdklasse                                     |

## Nacompetitie
TTL/Tachos weet de eerste plek te bemachtigen in de nacompetitie en kwalificeert zich hierdoor voor de promotiewedstrijden tegen de nummer elf van de eredivisie.

## Promotie-/degradatiewedstrijden
Eerste wedstrijd
| 6 mei 2012 | TTL/Tachos | 22 - 33 | Swift Arnhem | De Slagen, Waalwijk |
| 6 mei 2012 |            |         |              | De Slagen, Waalwijk |
| 6 mei 2012 |            |         |              | De Slagen, Waalwijk |

Tweede wedstrijd; Swift Arnhem heeft gewonnen en blijft in de eredivisie.
| 13 mei 2012 | Swift Arnhem | 27 - 26 | TTL/Tachos | Elderveld, Arnhem |
| 13 mei 2012 |              |         |            | Elderveld, Arnhem |
| 13 mei 2012 |              |         |            | Elderveld, Arnhem |